# Ейла Пеннанен
Ся́де Е́йла Тальві́ккі Пе́ннанен (фін. Säde Eila Talvikki Pennanen; *8 лютого 1916, Тампере, Велике князівство Фінляндське, Російська імперія, тепер Фінляндія — 23 січня 1994, Тампере, Фінляндія) — фінська письменниця, критикиня, есеїстка і перекладачка.

## З життєпису
Ейла Пеннанен народилась в родині фабриканта Х'юго Генріка Пеннанена і Хільми Марії Пеннанен (уроджена Енегрен). 
Закінчила школу в 1936 році, здобула ступінь бакалавра філософії в Гельсінкському університеті в 1940 році, згодом здобула бібліотечну освіту в 1947 році. 
Пеннанен була одружена з рекламним журналістом Алпо Ваммелвуо від 1945 до 1953 року. У шлюбі народилися діти Але (1945–1997) і Ханно (1947–1994). 
У 1961–1973 роках Ейла Пеннанен була одружена з журналістом і фінським перекладачем Юхані Яскарі. Разом вони переклали декілька творів. 
Брала участь у трудовій службі в Карелії під час Зимової війни та війні-продовженні. Повернувшись звідти, написала свій перший твір — студентський роман «До війни була молодість» (Ennen sotaa oli nuoruus). 
Окрім письменницької роботи, у 1940—1950-х роках працювала архіваріусом, бібліотекарем WSOY, редакторкою реклами та секретарем редакції культурного журналу Parnasso.
У 1960—1970-х роках викладала в Гельсінкському університеті. 
Е. Пеннанен — активна громадська і поважна культурна діячка, входила до складу Державної ради з літератури та правління Спілки письменників Фінляндії. 

## З доробку
Ейла Пеннанен була плідною романісткою і майстринею оповідання, а також відомою фінською перекладачкою. Вона також писала п'єси, радіопередачі, есе та книги для молоді. 
Вважається, що magnum opus авторки — це трилогія «Тампере», до якої входять Himmu's rakkuadet (1971), Koreude äjärnu (1972) і Ruusuköynnös (1973).
У 1950-х роках за романтичними книгами 1940-х років вийшов великий історичний роман письменниці «Свята Біргітта» (Pyhä Birgitta), який розповідає історію життя святої Біргітти, шведської святої та провидиці, яка жила в 14 столітті. 
У творах 1960-х розвиває соціальну тематику, критики нерідко називають її зображувачем типового представника середнього класу. У ці роки (1960-ті) письменниця притримувалась лівих ідей, не в останню чергу, завдяки своєму двоюрідному брату, письменнику Ярно Пеннанену.
Твори Е. Пеннанен вирізняють розгорнуті картини життя і глибокий психологічний аналіз.
- Ennen sotaa oli nuoruus (romaani, 1942)
- Kaadetut pihlajat (romaani, 1944)
- Proomu lähtee yöllä (romaani, 1945)
- Pilvet vyöryvät (romaani, 1947)
- Leda ja joutsen (romaani, 1948)
- Kattoparveke (romaani, 1950)
- Tornitalo (novellikokoelma, 1952)
- Pyhä Birgitta (romaani, 1954)
- Tunnussana ystävyys (nuortenromaani, 1956)
- Pasianssi (novellikokoelma, 1957)
- Valon lapset (romaani, 1958)
- Kylmät kasvot (radiokuunnelma, 1960)
- Kaksin (novellikokoelma, 1961)
- Mutta (romaani 1963)
- Tunnustelua (esseitä, 1965)
- Mongolit (romaani, 1966)
- Tilapää (romaani, 1968)
- Pientä rakkautta (novellikokoelma, 1969)
- Aurinkomatka (näytelmä, 1970)
- Kiitos harhaluuloista (runoja, 1970)
- Himmun rakkaudet (romaani 1971)
- Kultaiset leijonankäpälät (radiokuunnelma, 1971)
- Koreuden tähden (romaani 1972)
- Ruusuköynnös (romaani, 1973)
- Naisen kunnia (romaani, 1975)
- Kapakoitten maa (romaani, 1977)
- Äiti ja poika (radiokuunnelma, 1977)
- Mies ja hänen kolme vaimoaan (radiokuunnelma, 1978)
- Äiti ja poika ja muita kuunnelmia (kuunnelmakokoelma, 1979)
- Lapsuuden lupaus (romaani, 1979)
- Se pieni ääni (romaani, 1980)
- Naivistit (romaani, 1982)
- Santalahden aika (romaani, 1986)
- Kulmatalon perhe (romaani, 1988)
- Luettuja, läheistä (esseitä, 1990)
- Kirjan kannet auki. Johdatus lukemiseen. Helsinki: Työväen sivistysliitto. 1990. ISSN 951-701-301-9 ISBN 951-701-301-9. {{cite book}}: Перевірте значення |issn= (довідка)
- Tyttölapsi (romaani, 1992)

## Визнання
Ейла Пеннанен була нагороджена медаллю Pro Finlandia в 1968 році та нагородою Мікаеля Агріколи в 1962 і 1971 роках, іншими відзнаками і преміями.